# Pieter C. Zietsman
Pieter Carel (Ziets) Zietsman (* 9. März 1956 in Pretoria, Transvaal), meist als Pieter C. Zietsman zitiert, ist ein südafrikanischer Botaniker. Sein botanisches Autorenkürzel lautet „Zietsman“.

## Leben
Zietsman wurde 1982 Forschungsbeauftragter am Ministerium für Umweltangelegenheiten und Forstwirtschaft in Sabie, Ost-Transvaal. 1983 wurde er Museumswissenschaftler für Botanik und später leitender Wissenschaftler am Nationalmuseum Bloemfontein. Im selben Jahr legte er mit der Schrift Asetileenreduserende aktiwiteit van biologiese sisteme op Nylsvley seine Masterarbeit vor. 1988 wurde er mit der Dissertation Reproductive Biology of Ziziphus mucronata subsp. mucronata (Rhamnaceae) an der Universität des Freistaates 
zum Ph.D. promoviert. Gegenwärtig ist er Kurator an der Abteilung für Botanik am Nationalmuseum und wissenschaftlicher Mitarbeiter des Zentrums für Umweltmanagement (CEM) an der Universität des Freistaates.
Zietsman widmet sich der biologischen Vielfalt sowie der nachhaltigen Nutzung von Heilpflanzen und hat Arbeiten über Bestäubung und Artenlisten veröffentlicht.
Zietsman sammelte über 5000 Herbarbelege aus der gesamten Provinz Freistaat, die sich im Herbarium des Nationalmuseums (NMB) in Bloemfontein befinden. Neben seinen botanischen Kenntnissen ist er auch ein versierter Natur- und Landschaftsfotograf.
2018 gehörte Zietsman zu den Erstbeschreibern der Art Deverra rapaletsa aus der Familie der Doldenblütler (Aspiaceae).